# Centromerus timidus
Centromerus timidus là một loài nhện trong họ Linyphiidae.
Loài này thuộc chi Centromerus. Centromerus timidus được Eugène Simon miêu tả năm 1884.